# Şafḩ Sar
Şafḩ Sar (persiska: Şaf-e Sar, صفح سر) är en del av en befolkad plats i Iran.   Den ligger i provinsen Gilan, i den nordvästra delen av landet, 240 km nordväst om huvudstaden Teheran. Şafḩ Sar ligger 6 meter över havet och antalet invånare är 835.
Terrängen runt Şafḩ Sar är platt, och sluttar norrut. Runt Şafḩ Sar är det tätbefolkat, med 659 invånare per kvadratkilometer. Närmaste större samhälle är Rasht, 3,2 km öster om Şafḩ Sar. Runt Şafḩ Sar är det i huvudsak tätbebyggt.